# Desperado (film)
A Desperado 1995-ben bemutatott film, melyet Robert Rodríguez rendezett, a főszerepet Antonio Banderas és Salma Hayek játszotta. Rodriguez korábbi El Mariachi – A zenész című filmjének folytatása, habár a cselekmény nem követi az előző részben látottakat, csupán a helyszín, illetve néhány szereplő hasonló. A Desperado a Mariachi-trilógia második darabja. A trilógia a 2003-as Volt egyszer egy Mexikó című filmmel ért véget, mely szintén nem követi az előző részt, csak néhány szereplő tér vissza; mind a három rész független történet.

## Cselekmény
Egy mexikói kisváros Tarasco nevű sötét kocsmájában egy Buscemi nevű, addig sosem látott férfi elmeséli, hogyan járt pár órája egy másik város kocsmájában, ahová betért egy rejtélyes, fekete ruhás mexikói, majd a gitártokjából elővett fegyverekkel mészárlást rendezett. A vendégeket nem érdekli a sztori, amíg a mesélő meg nem említi Bucho, a helyi bűnbanda vezérének nevét, akit a gitártokos személy a másik helyen említett. Mikor közli, hogy szerinte a férfi éppen erre tart, a gyanús vendégsereg nyugtalankodni kezd.  
A csak El Mariachi, a zenész néven ismert férfi korábban kiváló gitáros volt, ám egy Moco nevű gengszter Bucho parancsára megölte szerelmét és átlőtte a zenész egyik kezét, ezzel véget vetve a gitárosi pályának (lásd az előző filmet). Barátjával, Buscemivel elérkezettnek látja az időt a bosszúállásra.  
Ahogy Buscemi figyelmeztette a kocsma látogatóit, El Mariachi meg is érkezik a Tarasco bárba, majd folytatja Bucho embereinek a lemészárlását, de eközben maga is megsebesül. Egy Carolina nevű nő viszi el a könyvesboltjába, cserébe amiért El Mariachi megmentette életét a lövöldözés során. Bucho a bárba megy és elrendeli a fekete ruhás férfi levadászását.
Carolina ellátja a zenész sebeit és rájön annak személyazonosságára. A helyi templomban El Mariachi beszél Buscemivel, aki szerint le kellene mondania a bosszúról. Egy késdobáló férfi rajtuk üt és megöli El Mariachi társát, őt magát pedig súlyosan megsebesíti. Busco emberei a helyszínre érve azt hiszik, a szintén fekete ruhás bérgyilkos az, akit keresnek és végeznek vele. A holttestet Bucho elé viszik, de ő rájön emberei tévedésére, amikor felismeri a kolumbiaiak által küldött, Navajas nevű férfit.
El Mariachi megtudja, hogy Carolina boltját is Bucho finanszírozta, aki a zsebében tartja az egész várost. Bucho az üzletbe látogat, de Carolina elhiteti vele: semmit sem tud a fekete ruhásról. Carolina egy gitárt ad a zenésznek, majd aznap este szeretkeznek. Bucho rájön, hogy a lány hazudott neki. Emberei másnap reggel támadást indítanak a könyvesbolt ellen és felgyújtják az épületet, de a pár el tud menekülni. Bár El Mariachinak lenne esélye lelőni Buchót, ezt valamiért mégsem teszi meg. Ehelyett egy motelszobában húzódnak meg Carolinával.
A zenész tisztában van vele, hogy Bucho sosem fog leállni, amíg nem végzett vele. Segítségül hívja barátait, Campát és Quinót. A trió lövöldözésbe kezd Bucho embereivel, melyben – El Mariachi két barátját is beleértve – szinte mindenki életét veszti. El Mariachi és Carolina Bucho főhadiszállására megy a végső leszámolásra. Itt kiderül, Bucho valójában a zenész bátyja, Cesar: El Mariachi ezért nem lőtte le a tetőről. Bucho hajlandó megkegyelmezni öccsének, ha cserébe megölheti az áruló Carolinát. El Mariachi végez testvérével és annak még életben lévő csatlósaival. 
El Mariachi elhagyja a várost, de Carolina felveszi autójával. A zenész megszabadul fegyverekkel teli gitártokjától, de aztán meggondolja magát és a biztonság kedvéért mégis megtartja.

## Szereplők
| Színész            | Szerep         | Magyar hang        | Magyar hang        |
| Színész            | Szerep         | 1. változat (1996) | 2. változat (1999) |
| ------------------ | -------------- | ------------------ | ------------------ |
| Antonio Banderas   | "El Mariachi"  | Selmeczi Roland    | Selmeczi Roland    |
| Joaquim de Almeida | Cesar "Bucho"  | Rubold Ödön        | Kőszegi Ákos       |
| Salma Hayek        | Carolina       | Kocsis Judit       | Kocsis Judit       |
| Steve Buscemi      | Buscemi        | Rosta Sándor       | Kassai Károly      |
| Carlos Gómez       | Memo "Jobbkéz" | Holl Nándor        | Crespo Rodrigo     |
| Tito Larriva       | Tavo           | Csuja Imre         | Gesztesi Károly    |
| Angel Aviles       | Zamira         | nem szólal meg     | nem szólal meg     |
| Danny Trejo        | Navajas        | nem szólal meg     | nem szólal meg     |
| Abraham Verduzco   | Niño           | Előd Álmos         |                    |
| Carlos Gallardo    | Campa          |                    | Szokol Péter       |
| Albert Michel, Jr. | Quino          |                    |                    |
| Cheech Marin       | csapos         | Szalai Imre        | Varga Tamás        |
| Quentin Tarantino  | drogfutár      | Háda János         | Bozsó Péter        |
| David Alvarado     | Buddy          | nem szólal meg     | nem szólal meg     |
| Angela Lanza       | turistalány    | Liptai Claudia     |                    |
| Mike Moroff        | Shrug          |                    | Horányi László     |

Rodriguez barátja, Quentin Tarantino is feltűnik egy kisebb szerepben, mint drogfutár. A filmben szintén megjelenik Carlos Gallardo, aki a főszerepet játszotta Rodriguez előző, El Mariachi – A zenész című filmjében. Campa néven jelenik meg, Mariachi barátjaként. A filmben Rodriguez két nővére, Angela Lanza és Patricia Vonne is szerepel.

## A film készítése
A Desperado fokozta Antonio Banderas hírnevét, illetve megismertette Salma Hayeket az amerikai nézőkkel. A stúdió kezdetben egy szőke hajú nőt akart szerepeltetni, de Hayek képernyőtesztje után meggondolták magukat. A mellékszereplő színészek közül többen megjelennek Rodriguez más műveiben, többek között a Kémkölykök, az Alkonyattól pirkadatig és az El Mariachi – A zenész című filmekben. Bucho szerepét Raúl Juliá kapta volna meg, de ő a forgatás előtt elhunyt.
Amikor Banderas és Hayek szerelmi jelenetét forgatták, a színésznőre való tekintettel a stáb nem tartózkodott a helyszínen, csupán Rodriguez, Banderas és Rodriguez felesége volt jelen. Hayek saját bevallása szerint ennek ellenére is kényelmetlenül érezte magát és sírva fakadt a forgatáson. Ugyanakkor hozzátette, bár traumatikus élmény volt számára a jelenet elkészítése, Rodriguez és Banderas is „abszolút úriemberként” viselkedett, igyekezve a lehető legnagyobb tapintattal bánni vele és nem kényszerítve rá semmire.
A film főcímdalát Antonio Banderas énekelte el, a Los Lobos zenekar kíséretében.

## Kritikai fogadtatás
A film egész jó kritikákat kapott, bár hiányolták a történetet a filmből. A Rotten Tomatoes-on 61%-ot kapott, a rajongók úgy tartják ez a legjobb része a Trilógiának.[forrás?]

## Médiamegjelenés
Az USA-ban a film 1996-ban jelent meg VHS kazettán, nem sokkal ezután, 1997-ben pedig kiadták DVD-n. 2003-ban újra kiadták DVD-n, speciális változatban. 
Magyarországon 1996-1997 tájékán jelent meg videókazettán, DVD-lemezen 2004-ben. Még ebben az évben megjelent egy díszdoboz, ami tartalmazta az El Mariachi-trilógia mindhárom epizódját.[forrás?]

## Érdekességek
- A Mariachi-trilógia erősen utal Sergio Leone Dollár-trilógiájára. Quentin Tarantino ragaszkodott hozzá, hogy Rodriguez megváltoztasson néhány történetelemet, majd Tarantino azt mondta Rodriguez-nek, hogy "Ez lesz a te Mexikói Dollár-Trilógiád". Sergio Leone filmjei szintén nem tényleges folytatások, de olyan szereplők-színészeknek az egésze, akik mindhárom részben megjelennek.[forrás?]
- A pénisz alakú pisztoly, melyet Sex Machine hord az Alkonyattól Pirkadatig-ban, ebben a filmben is látható.[forrás?]
- A gitártok, amit Mariachi hord magával, az 1966-os Franco Nero nevével fémjelzett westernfilmre utal a Django-ra. Ott a főszereplő egy koporsót húz maga után, amiben egy gépfegyver van.[forrás?]